# Dłutówek
Dłutówek (prononciation [dwuˈtuvɛk]) est un village de la gmina de Dłutów, du powiat de Pabianice, dans la voïvodie de Łódź, situé dans le centre de la Pologne.
Il se situe à environ 3 kilomètres à l'ouest de Dłutów (siège de la gmina), 12 kilomètres au sud de Pabianice (siège du powiat) et 28 kilomètres au sud de Łódź (capitale de la voïvodie).
Sa population s'élevait approximativement à 100 habitants en 2006.

## Administration
De 1975 à 1998, le village était attaché administrativement à l'ancienne voïvodie de Piotrków.

Depuis 1999, il fait partie de la nouvelle voïvodie de Łódź.